# Helmbundkirche

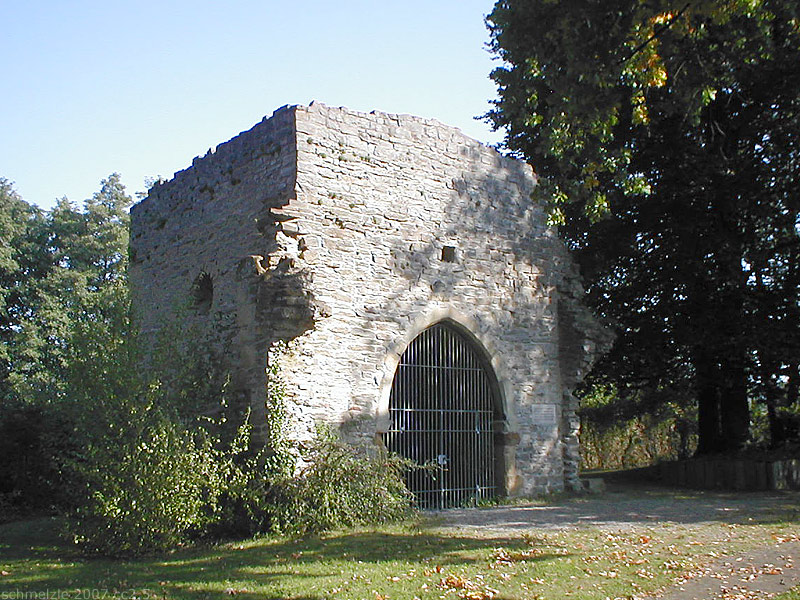
Die Ruine der Helmbundkirche erinnert bis heute an die ehemalige Siedlung Helmbund

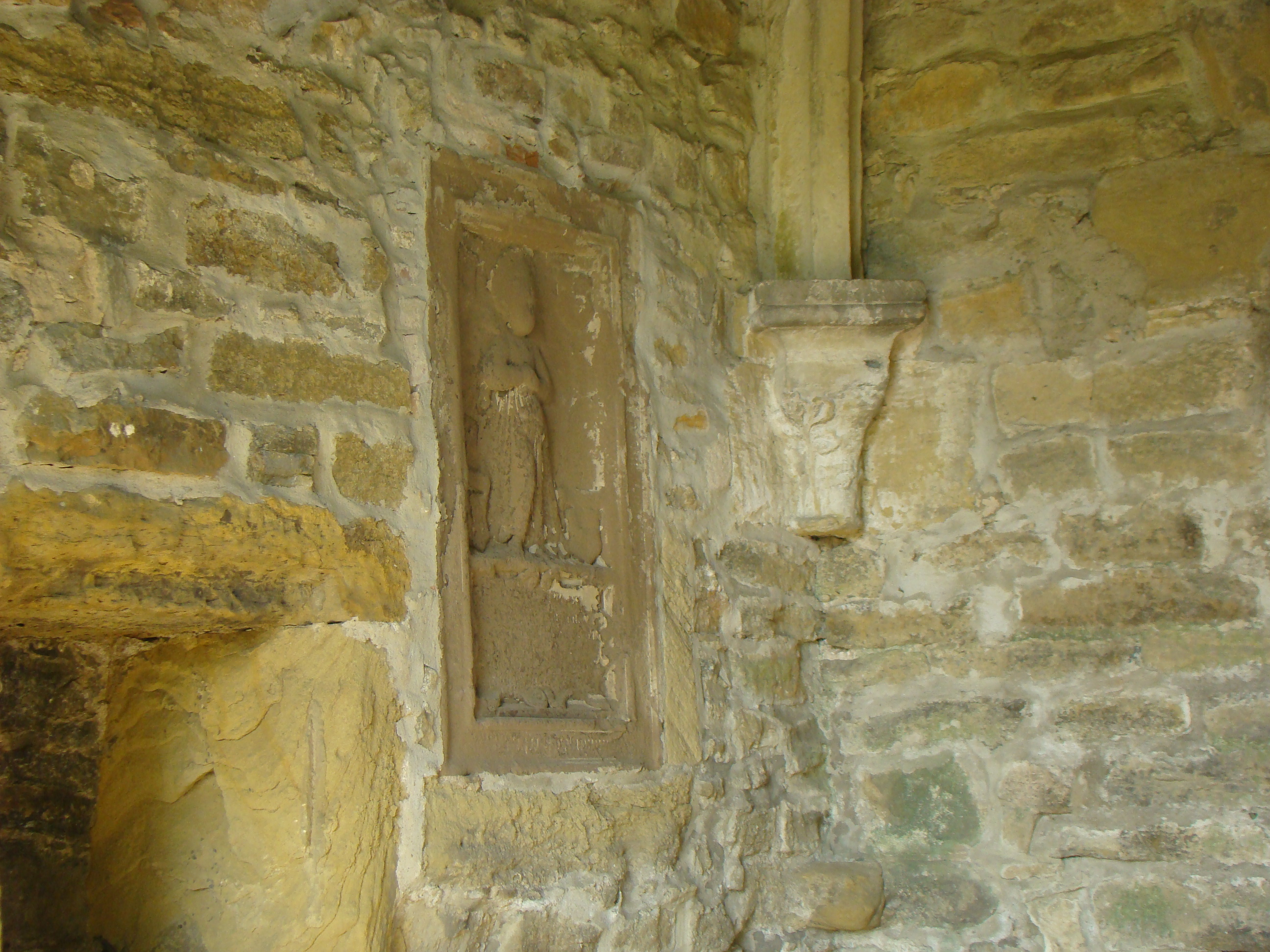
Epitaph und Konsolstein im Inneren

Die Ruine der Helmbundkirche ist der letzte Überrest der abgegangenen Siedlung Helmbund bei Neuenstadt am Kocher im Landkreis Heilbronn im nördlichen Baden-Württemberg.

## Geschichte
Helmbund wurde im Jahr 797 im Lorscher Codex anlässlich einer Schenkung des fränkischen Grafen Milo an das Kloster Lorsch als Helmanabiunde erstmals urkundlich erwähnt und im späten Mittelalter zugunsten der 1325 erstmals erwähnten neuen Stadt Neuenstadt am Kocher aufgegeben.
Das Patronatsrecht und der Zehnt der dem heiligen Kilian geweihte Kirche in der alten Siedlung Helmbund lagen seit 1289 beim Kloster Schöntal, dem die Kirche im Jahr 1301 inkorporiert wurde. Die Kirche blieb noch 1481 Pfarrkirche der neuen Stadt, die in diesem Jahr mit der ehemaligen Schlosskapelle, der Nikolauskirche, eine eigene Pfarrkirche bekam, sowie des nahen Filialortes Cleversulzbach. Der umgebende Kirchhof war bis 1636 Begräbnisstätte für Neuenstadt und Cleversulzbach, als die Kirche im Dreißigjährigen Krieg zerstört wurde. In der Gruft der Kirche wurden jedoch noch bis ins 18. Jahrhundert verschiedene regionale Adlige bestattet. Gedenkgottesdienste fanden noch bis 1790 statt.
Nachdem die Ruine in der Mitte des 19. Jahrhunderts einsturzgefährdet war, erwog die Gemeinde Neuenstadt 1870 den Abriss der Ruine. Ihre Steine hätten beim Bau einer Brücke über die Brettach Verwendung finden können. Nach dem Spendenaufruf eines Altertumsfreundes fanden sich dann jedoch genügend Mittel zur Sanierung und zum Erhalt der Ruine.
Von der Kirche hat sich im Wesentlichen der Turmsockel erhalten, der neben verschiedenen spätromanischen Stilmerkmalen auch noch den spitzbogigen Triumphbogen aufweist, der einst die Öffnung zwischen Turmchor und Kirchenschiff bildete.